# Mithat Demirel
Mithat Demirel (ur. 10 maja 1978 w Berlinie) – niemiecki koszykarz, występujący na pozycji rozgrywającego, reprezentant kraju, posiadający także tureckie obywatelstwo.

## Osiągnięcia
Stan na 12 czerwca 2022, na podstawie, o ile nie zaznaczono inaczej.

### Drużynowe
- Mistrz Niemiec (2002, 2003)
- 3. miejsce podczas mistrzostw Niemiec (2004, 2005)
- 4. miejsce podczas mistrzostw Turcji (2007)
- Zdobywca Pucharu Niemiec (2002, 2003)
- Finalista Pucharu Turcji (2009)
- Uczestnik rozgrywek międzynarodowych:
  - Euroligi (2001–2004 – faza zasadnicza, 2007/2008)
  - Eurocup (2004–2006 – faza zasadnicza)

### Reprezentacja
Seniorska
- Wicemistrz:
  - Europy (2005)
  - Pucharu Kontynentalnego Stankovicia (2006)
- Brązowy medalista mistrzostw świata (2002)
- Uczestnik:
  - mistrzostw:
    - świata (2002, 2006 – 8. miejsce)
    - Europy (2001 – 4. miejsce, 2003 – 9. miejsce, 2005, 2007 – 5. miejsce)

  - kwalifikacji do Eurobasketu (2003)

Młodzieżowe
- Uczestnik:
  - mistrzostw Europy U–18 (1996 – 8. miejsce)
  - kwalifikacji do Eurobasketu U–18 (1996)